# Гусар Юхим Семенович
Юхим Семенович Гусар (нар. 7 січня 1945, с. Ломачинці, Дністровський район, Чернівецька область) — журналіст, літератор, краєзнавець, член Спілки журналістів СРСР з 1972 року, член Національної спілки журналістів України (НСЖУ), член Спілки краєзнавців України, член Союзу юристів України, член Асоціації філателістів України, Почесний ветеран України, Почесний ветеран Буковини.

## Біографія
Народився 7 січня 1945 року в Україні, в селі Ломачинці Дністровського району Чернівецької області. 1975 року закінчив факультет журналістики Львівського державного університету імені Івана Франка, диплом А-І № 976510.
Трудову діяльність розпочав механізатором колгоспу імені 28 червня в рідному селі, служив у радянській армії та співробітничав у військових газетах «На страже» і «Слава Родины». Після звільнення у запас працював інспектором з кадрів Сокирянського райсільгоспуправління, з квітня 1967 — у районній газеті «Дністрові зорі»: завідувач відділів сільського господарства, радянського будівництва, партійного життя, заступник редактора. У 1976—1983 роках працював заввідділу пропаганди і агітації Сокирянського райкому Комуністичної партії України.
Впродовж 1983—1990 років працював завідувачем сектору преси, радіо, телебачення у Чернівцях. 1990 року заснував і був першим редактором міської газети «Чернівці». З 1995 року — головний редактор газет «Захист», «Кліп», «Разом», з 2001 року — головний редактор обласного видання СПУ у Чернівцях «Правдивий поступ». Був власним кореспондентом по Чернівецькій області всеукраїнського видання «Захід»[джерело?]. З 10 вересня 1995 року — голова Фонду пам'яті журналіста Григорія Львовича Шабашкевича. Обирався членом правління обласної організації НСЖУ. Нині член ревізійної комісії обласної організації НСЖУ, голова ради ветеранів-журналістів Буковини, член редакційної ради газети «Буковинське віче», керівник Центру захисту правди історії Великої вітчизняної війни Чернівецької обласної Організації ветеранів України.

## Автор праць
- Гусар Ю. С. Сокиряни: фотопутівник. — Ужгород: Карпати, 1986. — 95 с.: іл.
- Гусар Ю. С. Політична інформація у трудовому колективі. — Київ: Політвидав України, 1986. — 67 с.
- Гусар Ю. С. Розвідник Микола Кузнєцов у Чернівцях. — Чернівці: Буковина, 1990. — 24 с.: іл.
- Гусар Ю. С. Чернівці: Що? Де? Як?: фотопутівник [у співавторстві з С. М. Розумним]. — Київ: Мистецтво, 1991. — 264 с.
- Гусар Ю. С. Сяйво життя: книга-спогад про Почесного громадянина м. Чернівців, колишнього голову міської ради Павла Михайловича Каспрука / Ю. Гусар. — Чернівці: Місто, 2000. — 129 с.
- Гусар Ю. С. Незгасна зірка на небосхилі: штрихи до портрета художниці Любові Ревуцької. — Чернівці, 2001.
- Гусар Ю. С. Пароль: «Біла стрічка»: художньо-документальна повість / Ю. Гусар. — Чернівці: Місто, 2001. — 48 с.
- Гусар Ю. С. Ім'я на Буковині, Василь: штрихи до енциклопедичного видання / Ю. Гусар // Правдивий поступ. — 2002. — 14 січ. — 8 с.
- Гусар Ю. С. Зірки не гаснуть: художньо-документальні розповіді про видатних митців Буковини, чиї імена занесено на «Алею зірок» на Театральній площі у Чернівцях / Ю. С. Гусар. — Чернівці: Правдивий поступ, 2003. — 100 с.
- Гусар Ю. С. Ім'я на Буковині. Микола: штрихи до енциклопедичного видання (про книгу) / Юхим Гусар // Правдивий поступ. — 2003. — Груд. (№ 11). — 4 с.
- Гусар Ю. С. Край Сірету — Черемошу, омитий Дністром і Прутом: штрихи до адміністративно-територіального устрою Чернівецької області та структурної розбудови обласної організації СПУ / Ю. Гусар. — Чернівці: Правдивий поступ, 2007. — 48 с.
- Гусар Ю. С. Священний курган край села: меморіал Пам'яті воїнам, які загинули під час Ставчанської битви 1739 року / Юхим Гусар, Валерій Палій. — Чернівці: Місто, 2009, 32 с.
- Гусар Ю. С. Повернення осені на весну: штрихи до портрета письменника, члена НСПУ Георгія Шевченка / Ю. С. Гусар. — Чернівці: Правдивий поступ, 2007. — 28 с.
- Гусар Ю. С. Голос ніжності і правди: штрихи до портрета журналіста, літератора Михайла Брозинського / Ю. С. Гусар. — Чернівці: Правдивий поступ, 2007. — 30 с.
- Гусар Ю. С. Коронований словом: штрихи до портрета письменника-сатирика, драматурга, члена НСПУ Василя Мельника / Ю. С. Гусар. — Чернівці: Захист, 2007. — 44 с.
- Гусар Ю. С. Іван Франко і Буковина / Ю. Гусар // Іван Франко — соціаліст: минуле й сьогодення: матеріали науково-практичної конференції, присвяченої Року Івана Франка та 150-річчю від дня народження Каменяра (21 листопада 2006 року). — Івано-Франківськ, 2008. — С. 82–84.
- Гусар Ю. С. Буковинський календар. Ювілеї — 2008 / Ю. Гусар. — Чернівці: Правдивий поступ, 2008. — 130 с.
- Гусар Ю. С. Дністровий зорепад: штрихи до енциклопедичного словника-довідника «Літературно-мистецька Сокирянщина» / Ю. Гусар. — Чернівці: Місто, 2010. — 124 с.
- Гусар Ю. С. …І дихають серцем слова: штрихи до портрета письменниці, лауреата Міжнародної премії імені Володимира Винниченка Тамари Севернюк / Ю. Гусар. — Чернівці: Букрек, 2010. — 72 с.
- Гусар Ю. С. «Я — гуцул, і цим горджусь»: штрихи до портрета педагога, громадського діяча, журналіста Михайла Поляка / Ю. Гусар. — Чернівці: Захист, 2011. — 48 с.
- Гусар Ю. С. Інтелігент у поглядах, вчинках, творчості: штрихи до портрета літературознавця, критика, публіциста, педагога Віктора Косяченка / Ю. Гусар. — Чернівці: Місто, 2011. — 80 с.
- Гусар Ю. С. Полонина жага видіння й пізнання: Штрихи до портрета історика-педагога, журналіста-літератора, громадсько-політичного і культурного діяча Володимира Добржанського / Ю. Гусар. — Чернівці: Місто, 2012, — 56 с. + 16 с. іл.
- Гусар Ю. С. Роями линуть мелодій звуки: штрихи до портрета Михайла Мафтуляка, заслуженого працівника культури України / Ю. Гусар. — Чернівці: Захист, 2009. — 44 с.
- Гусар Ю. С. Краплею серця падали сльози. Сага «Про п'ять колосків» художник Микола Цвірінько. — Чернівці: Місто, 2014. — 36 с.
- Гусар Ю. С. Співзвуччя душі, як пісня: «пишу картину — чую музику» / Юхим Гусар. — Чернівці: Місто, 2014. — 72 с. — (Серія «Золоті імена Буковини»).
- Гусар Ю. С. Особистості. 100 імен до книги 1000 знаних буковинців / Юхим Гусар. — Чернівці: Місто, 2015. — 132 с. — ISBN 978-617-652-101-3. — (Серія «Золоті імена Буковини»)
- Гусар Ю. С. Летів до сонця і шукав наснаг (портрет поета Петра Палія). — Чернівці: Букрек, 2017. — С. 48.
- Юхим Гусар. Королі Влади над словом. Літературні портрети, есе, рецензії. - Чернівці : Місто, 2019. - 128 с. Іл. - ISBN 978-617-652-239-3.
- Юхим Гусар. Незабутні (Літератори і журналісти у Слово залюблені). - Чернівці : ВІЦ "Місто", 2020. - С.64 с. Іл
- Юхим Гусар // На обширах часу. Календар січня. — Чернівці: ВІЦ «Місто», 2022. — 208 с.

## Нагороди та відзнаки
- Медаль «20 років перемоги у Великій Вітчизняній війні 1941—1945 рр.» (1965);
- Медаль «За доблесну працю» (1982);
- Медаль «На славу Чернівців» (2011)[13]
- Відзнака ОВУ "Почесний ветеран України" (2005).
- Почесна відзнака СПУ III ступеня (2009);
- Відзнака  «Почесний ветеран Буковини» (2013);
- Ювілейна медаль «100 років Буковинському народному віче» (2018);
- Відзнака лицарського Ордену Архистратига Михаїла пам'ятний хрест "400 років битви під Хотином" (2021).
- Почесна грамота Національної спілки журналістів України;
- Відзнака Чернівецького міського голови[14];
- Почесний громадянин міста Старобогади у Башкирії;
- Почесний громадянин села Ломачинці, що на Сокирянщині;
- Лауреат премій Фонду пам'яті журналіста Григорія Шабашкевича;
- Лауреат літературно-мистецької премії імені Івана Бажанського;
- Лауреат Літературно-мистецької премії імені Сидора Воробкевича (2012);
- Лауреат обласної премії імені Олекси Романця за розвиток краєзнавства, збереження культурної спадщини Буковини (2014).